# Daniel Henrique Hostin
Daniel Henrique Hostin OFM (* 2. April 1890 in Gaspar, Santa Catarina; † 17. November 1973) war ein brasilianischer Ordensgeistlicher und römisch-katholischer Bischof von Lages.

## Leben
Daniel Henrique Hostin trat der Ordensgemeinschaft der Franziskaner bei und empfing am 30. November 1917 das Sakrament der Priesterweihe.
Am 2. August 1929 ernannte ihn Papst Pius XI. zum ersten Bischof von Lages. Der Erzbischof von Florianópolis, Joaquim Domingues de Oliveira, spendete ihm am 29. September desselben Jahres die Bischofsweihe; Mitkonsekratoren waren der Bischof von Barra do Piraí, Guilherme Müller, und der Bischof von Joinville, Pio de Freitas Silveira CM.